# Haploa clymene
Haploa clymene is een nachtvlinder uit de familie van de spinneruilen (Erebidae), onderfamilie beervlinders (Arctiinae). De soort komt voor in het oosten van Noord-Amerika. De voorvleugel heeft een op de foto zichtbaar zeer aantrekkelijk zwart-wit patroon, de achtervleugel is juist geel met een-twee donkerbruine stippen. De spanwijdte bedraagt tussen 40 en 55 millimeter. De vlinder is zowel overdag als 's nachts actief. Waardplanten zijn onder meer Eupatorium, eik, perzik en wilg.